# Lysimachia crispidens
Lysimachia crispidens är en viveväxtart som först beskrevs av Henry Fletcher Hance, och fick sitt nu gällande namn av William Botting Hemsley. Lysimachia crispidens ingår i släktet lysingar, och familjen viveväxter. Inga underarter finns listade i Catalogue of Life.